# Клоар Карное
Клоар Карное (фр. Clohars-Carnoët) је насељено место у Француској у региону Бретања, у департману Финистер.
По подацима из 2011. године у општини је живело 4072 становника, а густина насељености је износила 116,91 становника/km².

## Демографија
| 1962. | 1968. | 1975. | 1982. | 1990. | 2011. |
| ----- | ----- | ----- | ----- | ----- | ----- |
| 3.919 | 3.539 | 3.284 | 3.406 | 3.678 | 4.072 |